# Лобанов Олександр Михайлович
Олександр Михайлович Лобанов (24 травня 1902, село Зобово Тверської губернії, тепер Калязінського району Тверської області, Російська Федерація — ?) — радянський діяч, голова Вологодського облвиконкому. Депутат Верховної ради СРСР 1—2-го скликань (у 1941—1950 роках).

## Біографія
Народився в селянській родині. Закінчив сільську початкову школу.
З 1915 року — учень в майстерні в Петрограді. У 1918—1919 роках працював на будівництві Верхньоволзької залізниці. З 1919 року навчався на дорожньо-будівельних курсах при механічному технікумі, працював помічником механіка.
До 1925 року служив у Червоній армії.
У 1925—1930 роках — робітник заводу «Красный треугольник» в Ленінграді. Без відриву від виробництва закінчив курси із підготовки до вищих навчальних закладів.
Член ВКП(б) з 1928 року.
У 1930—1935 роках — студент Ленінградського планового інституту.
У 1935—1937 роках — голова Сокольської районної планової комісії, заступник голови виконавчого комітету Сокольської районної ради Північного краю. У 1937—1938 роках — голова виконавчого комітету Сокольської районної ради Північного краю.
З 1938 до січня 1945 року — голова Вологодської обласної планової комісії.
Одночасно, в 1938 — січні 1940 року — заступник голови Організаційного комітету Президії Верховної ради РРФСР по Вологодській області. У січні 1940 — лютому 1945 року — заступник голови виконавчого комітету Вологодської обласної ради депутатів трудящих.
6 лютого 1945 — 1 квітня 1948 року — голова виконавчого комітету Вологодської обласної ради депутатів трудящих.
Подальша доля невідома.

## Нагороди
- орден Вітчизняної війни І ст.
- орден Трудового Червоного Прапора
- орден «Знак Пошани»
- медаль «За оборону Ленінграда»
- медаль «За доблесну працю у Великій Вітчизняній війні 1941—1945 рр.»
- медалі